# Francisco Roig
Francisco Roig (Barcellona, 1º aprile 1968) è un allenatore di tennis ed ex tennista spagnolo.

## Carriera

### Giocatore
Ottenne il suo best ranking in singolare il 5 ottobre 1992 con la 60ª posizione mentre nel doppio divenne il 31 luglio 1995, il 23º del ranking ATP.
In singolare, nel corso della sua carriera riesce a vincere solo otto tornei del torneo Challenger ed ha, come migliore risultato nei tornei del grande slam, il terzo turno nell'Open di Francia 1989; in quell'occasione fu superato dallo statunitense Michael Chang in tre set.
I risultati migliori della sua carriera sono stati ottenuti in doppio. In questa specialità ha vinto, infatti, nove tornei del circuito ATP, tra cui la Mercedes Cup in coppia con il connazionale Tomás Carbonell. Riesce a raggiungere, inoltre, in altre dodici occasioni la finale uscendone però sconfitto.
Ha fatto parte della squadra spagnola di Coppa Davis in una sola occasione nel 1997 nell'incontro valevole dei quarti di finale del World Group contro l'Italia. In coppia con Javier Sánchez fu sconfitto da Omar Camporese e Diego Nargiso con il punteggio di 7-5, 6(0)–7, 2-6, 6(5)–7.
Disputa la sua ultima stagione nel 2002, e negli anni successivi rientra nel circuito in 4 occasioni, l'ultima delle quali a inizio 2014 in doppio al fianco di Rafael Nadal.

### Allenatore
Nel 2005 entra nel team di Rafael Nadal come vice allenatore dello zio Toni Nadal. Era il primo periodo di successi per il fuoriclasse spagnolo e Roig lo accompagnerà per quasi tutta la trionfale carriera, garantendogli anche un importante supporto dal punto di vista psicologico. Rimane nel team anche quando Toni Nadal esce ed entra come capo allenatore Carlos Moya. Nel 2020 viene nominato capitano non giocatore della Spagna alla prima edizione dell'ATP Cup. Alla fine del 2022 Nadal annuncia la fine della collaborazione con Roig. Nel dicembre 2023 diventa il capo allenatore di Berrettini in sostituzione di Vincenzo Santopadre.

## Statistiche

### Singolare

#### Vittorie (0)
| Legenda tornei minori |
| Challenger (4)        |
| Futures (0)           |

| Numero | Data              | Torneo                            | Superficie   | Sfidante in finale | Punteggio     |
| 1.     | 4 aprile 1988     | Madeira Challenger 2 1988, Madera | Cemento      | Richard Fromberg   | 6-4, 1-0r     |
| 2.     | 10 settembre 1990 | Azores Challenger 1990, Azzorre   | Cemento      | Chris Pridham      | 6-3, 2-6, 6-4 |
| 3.     | 23 settembre 1996 | Copa Sevilla 1996, Siviglia       | Terra gialla | Tamer El Sawy      | 6-3, 6-4      |
| 4.     | 23 giugno 1997    | Nord LB Open 1996, Braunschweig   | Terra rossa  | Félix Mantilla     | 6-2, 2-6, 6-2 |

### Doppio

#### Vittorie (9)
| Legenda                                                      |
| Grande Slam (0)                                              |
| ATP Tour World Championships / Tennis Masters Cup (0)        |
| ATP Super 9 / Tennis Masters Series (0)                      |
| ATP Championships Series / ATP International Series Gold (1) |
| ATP World Series / ATP International Series (8)              |

| Numero | Data            | Torneo                                       | Superficie  | Compagno        | Avversari in Finale               | Punteggio     |
| 1.     | 29 luglio 1991  | Austrian Open, Kitzbühel                     | Terra rossa | Tomás Carbonell | Pablo Arraya Dmitrij Poljakov     | Walkover      |
| 2.     | 5 ottobre 1992  | Athens Open, Atene                           | Terra rossa | Tomás Carbonell | Marcelo Filippini Mark Koevermans | 6-3, 6-4      |
| 3.     | 9 novembre 1992 | ATP San Paolo, San Paolo                     | Cemento     | Diego Perez     | Christer Allgårdh Carl Limberger  | 6-2, 7-6      |
| 4.     | 22 agosto 1994  | Croatia Open Umag, Umago                     | Terra rossa | Diego Perez     | Karol Kučera Paul Wekesa          | 6-2, 6-4      |
| 5.     | 20 marzo 1995   | Grand Prix Hassan II, Casablanca             | Terra rossa | Tomás Carbonell | Emanuel Couto João Cunha e Silva  | 6-4, 6-1      |
| 6.     | 12 giugno 1995  | Oporto Open, Porto                           | Terra rossa | Tomás Carbonell | Jordi Arrese Àlex Corretja        | 6-3, 7-6      |
| 7.     | 17 luglio 1995  | Mercedes Cup, Stoccarda                      | Terra rossa | Tomás Carbonell | Ellis Ferreira Jan Siemerink      | 6-1, 6-7, 7-5 |
| 8.     | 2 ottobre 1995  | Open de Tenis Comunidad Valenciana, Valencia | Terra rossa | Tomás Carbonell | Tom Kempers Jack Waite            | 7-5, 6-3      |
| 9.     | 8 aprile 1996   | Estoril Open, Estoril                        | Terra rossa | Tomás Carbonell | Tom Nijssen Greg Van Emburgh      | 6-3, 6-2      |

| Legenda tornei minori |
| Challenger (8)        |
| Futures (0)           |

| Numero | Data              | Torneo                                 | Superficie  | Compagno            | Avversari in Finale                  | Punteggio     |
| 1.     | 7 maggio 1990     | Ljubljana Challenger 1990, Lubiana     | Terra rossa | Carlos Costa        | Omar Camporese Mark Koevermans       | 6-7, 6-4, 6-4 |
| 2.     | 17 settembre 1990 | Messina Challenger 1990, Messina       | Terra rossa | German Lopez        | Carlos Costa Pablo Arraya            | 6-3, 6-2      |
| 3.     | 8 ottobre 1990    | Casablanca Challenger 1990, Casablanca | Terra rossa | Juan Carlos Báguena | Sláva Doseděl Richard Krajicek       | 7-5, 5-7, 6-4 |
| 4.     | 2 settembre 1991  | Venice Challenger 1991, Venezia        | Terra rossa | Jordi Arrese        | Franco Davín Marcelo Filippini       | 6-3, 6-2      |
| 5.     | 13 marzo 1995     | Agadir Challenger 1995, Agadir         | Terra rossa | Jordi Burillo       | Jordi Arrese Jose Antonio Pepe Conde | 6-3, 1-6, 7-6 |
| 6.     | 11 novembre 1996  | Andorra Challenger 1996, Andorra       | Cemento (i) | Tomás Carbonell     | Nebojša Đorđević Aleksandar Kitinov  | 6-2, 4-6, 6-1 |
| 7.     | 13 ottobre 1997   | Cairo Challenger 1997, Il Cairo        | Terra rossa | Tomás Carbonell     | Wayne Arthurs Eyal Ran               | 6-3, 6-3      |
| 8.     | 15 giugno 1998    | Nord LB Open 1998, Braunschweig        | Terra rossa | Tomás Carbonell     | Joan Balcells Emanuel Couto          | 6-2, 7-6      |

#### Sconfitte in finale (12)
| Numero | Data              | Torneo                                      | Superficie    | Compagno            | Avversari in Finale                | Punteggio     |
| 1.     | 26 ottobre 1992   | Guarujá Open, Guarujá                       | Cemento       | Diego Perez         | Christer Allgårdh Carl Limberger   | 4-6, 3-6      |
| 2.     | 23 agosto 1993    | Croatia Open Umag, Umago                    | Terra rossa   | Jordi Arrese        | Filip Dewulf Tom Vanhoudt          | 4-6, 5-7      |
| 3.     | 24 ottobre 1994   | Movistar Open, Santiago del Cile            | Terra rossa   | Tomás Carbonell     | Karel Nováček Mats Wilander        | 6-4, 6-7, 6-7 |
| 4.     | 7 novembre 1994   | ATP Buenos Aires, Buenos Aires              | Terra rossa   | Tomás Carbonell     | Sergio Casal Emilio Sánchez        | 3-6, 2-6      |
| 5.     | 6 febbraio 1995   | Dubai Tennis Championships, Dubai           | Cemento       | Tomás Carbonell     | Grant Connell Patrick Galbraith    | 2-6, 6-4, 3-6 |
| 6.     | 27 febbraio 1995  | ABN AMRO World Tennis Tournament, Rotterdam | Sintetico (i) | Tomás Carbonell     | Martin Damm Anders Järryd          | 3-6, 2-6      |
| 7.     | 25 marzo 1996     | Grand Prix Hassan II, Casablanca            | Terra rossa   | Tomás Carbonell     | Jiří Novák David Rikl              | 6-7, 3-6      |
| 8.     | 15 luglio 1996    | Mercedes Cup, Stoccarda                     | Terra rossa   | Tomás Carbonell     | Libor Pimek Byron Talbot           | 4-6, 6-7      |
| 9.     | 16 febbraio 1998  | European Community Championship, Anversa    | Cemento       | Tomás Carbonell     | Wayne Ferreira Evgenij Kafel'nikov | 5-7, 6-3, 2-6 |
| 10.    | 19 ottobre 1998   | Grand Prix de Tennis de Lyon, Lione         | Sintetico (i) | Tomás Carbonell     | Olivier Delaître Fabrice Santoro   | 2-6, 2-6      |
| 11.    | 13 settembre 1999 | Majorca Open, Maiorca                       | Terra rossa   | Alberto Berasategui | Lucas Arnold Ker Tomás Carbonell   | 1-6, 4-6      |
| 12.    | 30 aprile 2001    | Majorca Open, Maiorca                       | Terra rossa   | Feliciano López     | Donald Johnson Jared Palmer        | 5-7, 3-6      |